# Петршини (станція метро)
50°05′11″ пн. ш. 14°20′43″ сх. д. / 50.08639° пн. ш. 14.34528° сх. д.
Петршини (чеськ. Petřiny) - станція лінії A празького метрополітену, розташована між станціями Немоцніце Мотол та Надражі Велеславин, району Бржевнов, Прага 6. Станція відкрита 6 квітня 2015 на дільниці Дейвіцька — Немоцніце Мотол.
Односклепінна станція глибокого закладення (глибина закладення — 37 м) з острівною прямою платформою. Станція з колійним розвитком — 3-стрілочний оборотний тупик з боку станції «Немоцніце Мотол».
Станція знаходитися під вулицею Брунцликова. 

## Ресурси Інтернету
- Станція на неофіційному порталі Празького метро(чес.)